# Michael Zöller
Michael Zöller (* 27. Mai 1946 in Würzburg) ist ein deutscher Soziologe.

## Leben
Zöller absolvierte zunächst eine journalistische Ausbildung und studierte dann Soziologie, Politikwissenschaft, Geschichte und Philosophie an der Universität Frankfurt am Main, der Julius-Maximilians-Universität Würzburg und der Ludwig-Maximilians-Universität München. 1973 wurde er an der Philosophischen Fakultät der LMU München mit der Dissertation Die Unfähigkeit zur Politik. Politikbegriff und Wissenschaftsverständnis von Humboldt bis Habermas zum Dr. phil. promoviert.
Er war ordentlicher Professor für Politische Soziologie an der Universität Bayreuth und leitete die dortige Amerika-Forschungsstelle. Ferner ist er Vorsitzender des Council on Public Policy. Darüber hinaus war er an der University of Notre Dame, an der University of Chicago, an der Stanford University, am International Center of Economic Research in Turin und am Woodrow Wilson International Center for Scholars in Washington, D.C. tätig. Derzeit ist er Lehrbeauftragter an der Hochschule für Politik München und Gastprofessor an der Katholischen Universität von Amerika in Washington, D.C. Seine Forschungsschwerpunkte sind Politische Ökonomie, Ideengeschichte, Religionssoziologie und die USA. Er veröffentlichte mehrere Bücher und Beiträge u. a. im Wörterbuch der Soziologie (Stichwort Politiksoziologie) und in den Klassikern des politischen Denkens (Stichwort Max Weber).
Von 1971 bis 1976 war er Vorsitzender des Bundes Freiheit der Wissenschaft. Schatzmeister der konservativen Vereinigung war er von 1978 bis 1988. 1974 wurde er Mitglied des Deutschen Bildungsrates. Zöller ist Vorstandsmitglied der Mont Pelerin Society und einer der Erstunterzeichner des Appells für freie Debattenräume.
Er ist verheiratet und Vater von zwei Töchtern.

## Auszeichnungen
- 1973: Hans-Constantin-Paulssen-Preis von Südwestmetall
- 1996: Alois-Mertes-Preis des Deutsch Historischen Instituts Washington

## Schriften (Auswahl)
- Unfähigkeit zur Politik. Politikbegriff und Wissenschaftsverständnis von Humboldt bis Habermas (= Studien zur Sozialwissenschaft. Band 34). Westdeutscher Verlag, Opladen 1975, ISBN 3-531-11318-6.
- Der überforderte Staat. Plädoyer für eine freiheitliche Ordnungspolitik am Beispiel der Bildungspolitik (= Bonn aktuell. 52). Verlag Bonn Aktuell, Stuttgart 1977, ISBN 3-87959-073-7.
- Welfare – das amerikanische Wohlfahrtssystem (= Kleine Reihe. Heft 28). Bachem, Köln 1982, ISBN 3-7616-0654-0.
- (Hrsg.): Bildung als öffentliches Gut? Hochschul- und Studienfinanzierung im internationalen Vergleich. Verlag Bonn Aktuell, Stuttgart 1983, ISBN 3-87959-211-X.
- Massengesellschaft und Massenkommunikation – Beispiel Amerika (= Kleine Reihe der Walter-Raymond-Stiftung.  Heft 36). Bachem, Köln 1984, ISBN 3-7616-0782-2.
- Das Prokrustes-System. Der organisierte Pluralismus als Gewissheitsillusion. Westdeutscher Verlag, Opladen 1988, ISBN 3-531-11938-9.
- (Hrsg.): Europäische Integration als Herausforderung der Kultur. Pluralismus der Kulturen oder Einheit der Bürokratien? (= Veröffentlichungen der Hanns-Martin-Schleyer-Stiftung. Band 35). Akademische Verlagsgesellschaft, Essen 1992, ISBN 3-89275-907-3.
- Washington und Rom. Der Katholizismus in der amerikanischen Kultur (= Soziale Orientierung. Band 9). Duncker und Humblot, Berlin 1995, ISBN 3-428-08322-9.
- (Hrsg.): Informationsgesellschaft – von der organisierten Geborgenheit zur unerwarteten Selbständigkeit? (= Veröffentlichungen der Hanns-Martin-Schleyer-Stiftung. Band 49). Bachem, Köln 1997, ISBN 3-7616-1356-3.